# Wilson Cardona
Pour les articles homonymes, voir Cardona (homonymie).
Cardona  García est un nom espagnol. Le premier nom de famille, en général paternel, est Cardona ; le second, en général maternel, souvent omis, est García.
Wilson Steven Cardona García, né le 25 septembre 1995 à Líbano, est un coureur cycliste colombien.

## Biographie
En fin d'année 2017, Wilson Cardona s'impose sur la sixième étape du Tour du Costa Rica, en réglant au sprint un petit groupe de coureurs échappés.

## Palmarès
- 2012
  - 3e du championnat de Colombie sur route juniors
- 2015
  - Clásica Héroes de la Patria
- 2017
  - 6e étape du Tour du Costa Rica

## Classements mondiaux
| Année            | 2018 |
| ---------------- | ---- |
| UCI America Tour | 307e |